# Атлетіко (Сему)
Атлетіко Сему або просто Атлетіко (ісп. Atlético Semu) — професіональний екваторіальногвінейський футбольний клуб з міста Малабо. 

## Історія
Клуб заснований в столиці країни місті Малабо, домашні матчі проводить на стадіоні «Нуево Естадіо де Малабо» разом з іншими столичними клубами Атлетіко (Малабо), Депортіво Унідад, Соні Ела Нгуема, Пантерами та Леонес Вегетаріанос.
В 2011 році клуб виграв свій перший національний титул, національний кубок, Атлетіко переміг Агуїлас Вердес з рахунком 2:1 у фінальному матчі. Продовженням успіху клубу була участь у фінальному матчі за національний Суперкубок, в якому Атлетіко зустрівся з національним чемпіоном клубом Соні Ела Нгуема, в якому останні перемогли з рахунком 1:0 завдяки голу Емека. Завдяки вдалому виступу в національному кубку вони отримали шанс зіграти з бурундійським клубом ЛЛБА в рамках кваліфікаційного раунду Кубку Конфедерації КАФ 2010 року, в якому Атлетіко (Сему) програв за сумою двох матчів.
Нинішній футболіст збірної Екваторіальної Гвінеї Бен Конате грав у складі команди в 2010 році. Бен Конате грав у складі збірної, коли та брала участь у Кубку африканських націй 2012 року.

## Досягнення
- Кубок Екваторіальної Гвінеї: 1 перемога
  - 2011

- Суперкубок Екваторіальної Гвінеї: 0 перемог
  - фіналіст: 2011

## Участь в континентальних турнірах КАФ
| Сезон | Турнір                 | Раунд      | Клуб | Вдома | На виїзді | Загальний |
| ----- | ---------------------- | ---------- | ---- | ----- | --------- | --------- |
| 2012  | Кубок Конфедерації КАФ | Попередній | ЛЛБА | 0-2   | 0-3       | 0-5       |